# チョン・キョンファ
チョン・キョンファ（朝鮮語: 정경화、漢字表記：鄭 京和、欧文表記：Kyung-Wha Chung、1948年3月26日 ）は韓国のヴァイオリニスト。日本語表記は、チョン・ギョンファでも可。

## 出生・家族
韓国のソウルに生まれる。7人きょうだいの4番目の子（三女）で、鄭の姉（次女）のチョン・ミョンファ（en）（鄭 明和）はチェリスト、弟（三男）のチョン・ミョンフン（鄭 明勲）は指揮者・ピアニスト。鄭の父は戦前に日本の明治大学法学部に留学し、韓国で公務員をしていた。鄭の母は、梨花女子専門学校を卒業後、1939年から日本の「栄養と料理学園」に留学し、結婚して韓国に戻った後は高校教師をしていたが、夫が公務員を辞めた後は、移り住む先々で韓国食堂を営んで家計を支えた。

## 楽歴
鄭は、2歳を過ぎた頃から多くの歌を正確な音程とリズムで歌い、ラジオの生放送に出演して7曲を1ヶ所も間違えずに歌った。4歳の時にピアノを習い始めた。ピアノはヤマハ製だった。鄭はピアノにはあまり興味を示さず、姉のミョンファ（1944年生まれ、鄭より4歳上）が小学生になってヴァイオリンを習い始めた時に、鄭も一緒にヴァイオリンを習い始めた。
鄭は、ヴァイオリンのレッスンを2回受けただけで、小学校の入学式で子供達が歌う歌を弾けるようになり、ヴァイオリンを始めて8ヶ月目でコンクールに出て、3年間習い続けた子供を抑えて入賞した。小学校5年生で梨花女子高校のコンクールでメンデルスゾーンの曲を弾いて特賞を受け、「少年少女の夕べ」で、ソウル市交響楽団と協演した。
鄭は、1960年に、文化使節団の一員として日本を訪れ、伝手を辿って、日本の著名な音楽家や批評家の前で演奏する機会を得た。音楽評論家の牛山充は
「驚いた。朝鮮戦争でついこのあいだまで廃墟だった韓国と、こんなに美しい音楽をとても結びつけて考えることができない。技術的に優れた子供なら日本にもたくさんいるけど、こんなに感性の優れた音楽は初めてだ」
と評した。牛山の評は、日本の音楽雑誌「音楽の友」に3ページにわたって掲載された。
母と、既にアメリカ留学を果たしていた兄2人の尽力により、チョンは12歳でジュリアード音楽院へ留学し、イヴァン・ガラミアンに師事した。
1967年レーヴェントリット国際コンクールへ出場し、同窓のピンカス・ズーカーマンと同時優勝となる。
レーヴェントリット国際コンクールで優勝したチョンにはアメリカの各オーケストラから出演依頼が殺到した。しかし、師のガラミアンの
「10代のうちにあまり有頂天になって舞台に出るのはよくない」
というアドバイスに従って、鄭は演奏活動をセーブして、スイスに住んでいたヨーゼフ・シゲティに師事した。
シゲティに師事していた鄭は、ロンドン交響楽団の常任指揮者をしていたアンドレ・プレヴィンから、ロンドンのロイヤル・フェスティバル・ホールで1970年に開かれる慈善ガラ・コンサートへの出演の誘いを受けた。鄭は、この演奏会で、チャイコフスキーの協奏曲を弾き、慈善演奏会の評は載せないことが多いイギリスの新聞から
「ジネット・ヌヴー以来、こんな素晴らしいヴァイオリニストを聴いたことがない」
「満員のお客のしつこい拍手喝采以上の価値が本当にあったのだ。果たしてハイフェッツがこれよりも巧く奏いたかどうか、疑問に思う」
といった賛辞を受け、英デッカ・レコードと録音契約を結び、年に100回以上の演奏会を行うトップ・ヴァイオリニストとなった。
鄭は、英デッカに多くの録音を行った後に、1988年に英EMIに移籍して、2011年現在に至る。
私生活では、マルタ・アルゲリッチとシャルル・デュトワが婚姻関係にあった時期に、デュトワと不倫関係にあった。1984年にイギリス人の実業家と結婚。2人の息子の出産を機に一時的に活動を休止する。2005年より指のケガにより長期療養したのち、2010年に復帰した。2011年湖巌賞芸術部門受賞。